# Стратфорд (Нью-Гемпшир)
Стратфорд (англ. Stratford) — місто (англ. town) в США, в окрузі Коос штату Нью-Гемпшир. Населення — 662 особи (2020).

## Демографія
Згідно з переписом 2010 року, у місті мешкало 746 осіб у 345 домогосподарствах у складі 187 родин. Було 574 помешкання
Расовий склад населення:
| - 95,7 % — білих - 1,1 % — чорних або афроамериканців - 0,9 % — азіатів - 0,5 % — корінних американців |

До двох чи більше рас належало 1,7 %. Частка іспаномовних становила 1,3 % від усіх жителів.
За віковим діапазоном населення розподілялося таким чином: 18,6 % — особи молодші 18 років, 62,8 % — особи у віці 18—64 років, 18,6 % — особи у віці 65 років та старші. Медіана віку мешканця становила 46,8 року. На 100 осіб жіночої статі у місті припадало 96,3 чоловіків;  на 100 жінок у віці від 18 років та старших — 94,6 чоловіків також старших 18 років.
Середній дохід на одне домашнє господарство  становив 40 656 доларів США (медіана — 33 295), а середній дохід на одну сім'ю — 46 779 доларів (медіана — 42 500). Медіана доходів становила 30 000 доларів для чоловіків та 33 125 доларів для жінок. За межею бідності перебувало 27,0 % осіб, у тому числі 30,1 % дітей у віці до 18 років та 20,7 % осіб у віці 65 років та старших.
Цивільне працевлаштоване населення становило 219 осіб. Основні галузі зайнятості: освіта, охорона здоров'я та соціальна допомога — 17,4 %, роздрібна торгівля — 16,9 %, будівництво — 9,1 %, сільське господарство, лісництво, риболовля — 9,1 %.